# Референдум у Греції (1974)
Референдум по збереженню республіки (між можливим вибором монархії) був проведений в Греції 8 грудня 1974 року. Після повалення режиму чорних полковників (хунти) який правив країною з 1967, проблема форми управління все ще не була вирішена. Режим хунти вже провів референдум 29 липня 1973, який результував у встановленні республіки та режиму метаполітефсі. Але, після падіння військового режиму, нове правління на чолі з Костянтином Караманлісом, вирішило провести ще один, оскільки акти хунти не вважались легітимними. Костянтину II, попередньому королю Греції було заборонено повертатись до Греції, щоб брати участь в референдумі, але Константінок Катаманліс дозволив йому зробити телевізійне звернення до нації. Пропозиція була підтримана 69,2 % голосами при явці в 75,6 %.

## Результати
У день референдуму електорат голосував в основному за республіканську форму. Крит дав більш ніж 90 % своїх голосів за республіку, тоді як в інших округах кількість голосів складала 60—70 %. Найбільший рівень підтримки монархії був в Пелононнесі і Фракії, з рівнем бажання республіки в 45 %. Округи, де більшість проголосувала за монархію були Лаконіка (59,52 %), Родопі (50,54 %), Мессенія (49,24 %), Еліда (46,88 %) та Агрос (46,67 %).
| Відповіді                | Голосів   | %    |
| ------------------------ | --------- | ---- |
| За                       | 3 245 111 | 69,2 |
| Проти                    | 1 445 875 | 30,8 |
| Недійсні бюлетені        | 28 801    | —    |
| Всього                   | 4 719 787 | 100  |
| Явка                     | 6 244 539 | 75,6 |
| Джерело: Nohlen & Stöver |           |      |

## Наслідки
З оголошенням результатів, Караманліс сказав «сьогодні була видалена пухлина з тіла нації». 15 листопада 1974 виконувач обов'язків Президента, Федон Гізікіс, подав у відставку, Караманліс подякував йому персонально відвідавши його за його заслуги перед країною. 18 грудня, Міхаіл Стасінопулос, представник по партійному списку з Нової демократії був обраний як тимчасовий Президент Греції.